# BCmot 03501
A MÁV BCmot 03501, később BCmot 06701 psz. A 1, átépítés után 1A 1 tengelyelrendezésű, Komarek-rendszerű gőzmotorkocsi volt a MÁV-nál. A Komarek gyártotta Bécsben 1904-ben.

## Története

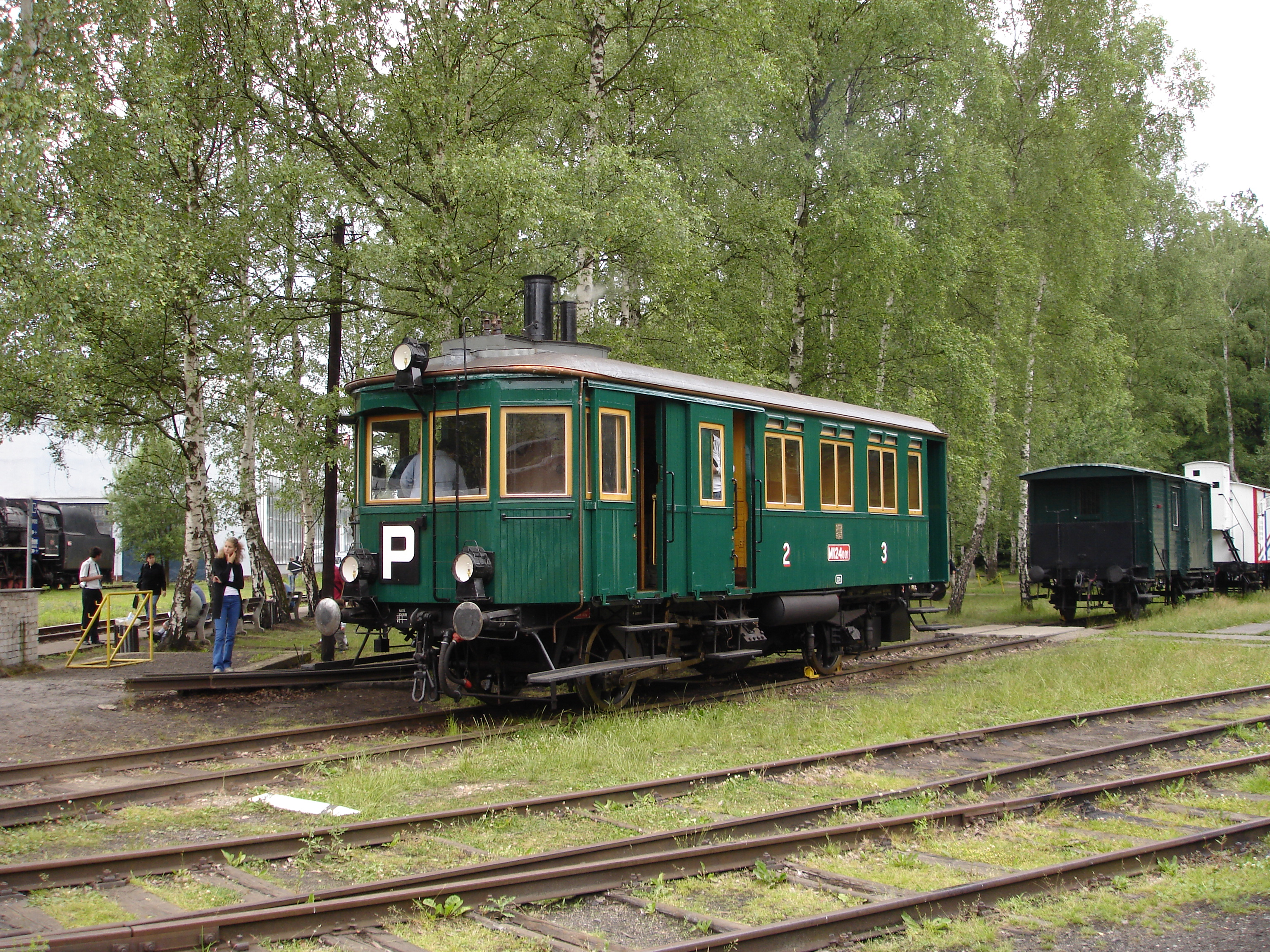
Komarek F. X. rendszerű gőzmotorkocsi kisebb teljesítményű gépészeti berendezéssel (Csehország)

A Ganz-de Dion gőzmotorkocsik beszerzése mellett a MÁV más rendszerű motorkocsikat is kipróbált. Így 1903-ban megrendelt a Ganz-gyárnál, mint közvetítőnél egy Komarek rendszerű gőzmotorkocsit. A Ganz-gyár 1904. december 19-én adta át a megrendelőnek a BCmot 03501 régi / 06701 új pályaszámú motorkocsit.
A kocsi 2 tengelyű II-III. osztályú Komarek F. X. rendszerű volt, 150 LE normál teljesítménnyel, ami 200 LE-ig növelhető. A II. osztályú szakaszban 10, a III. osztályúban pedig 22 ülőhely volt. Ezen kívül árnyékszék, 1000 kg poggyász befogadására alkalmas poggyászszakasz is helyet kapott a kocsiban. A kerekek acélöntésű küllős kivitelűek voltak abroncsozott kivitelben, melyeket 8 tuskós kézifékkel láttak el. A motorkocsiban világításra körégős olajlámpa szolgált.
A Komarek-rendszerű motorkocsit az újonnan létesített debreceni motorkocsiszínbe állomásították.
A Bcmot 03501 pályaszámú Komarek gőzmotorkocsi átadás előtti minősítő próbamenetét 1904. szeptember 3-án tartották meg Budapest és Hatvan között. A motorkocsi Budapestről Hatvanba két személykocsit (31,6 t), visszaúton három személykocsit (43,7 t) vontatott a személyvonatok számára előírt menetrend szerint. A közel 70 elegytonna tömegű szerelvény az Aszód és Gödöllő közötti 16 km hosszú, 7‰-es emelkedőn 45 km/h sebességet ért el. A Komarek-féle motorkocsi hajtott kerékpár tengelyterhelése a kazán és a gépezet nagy tömege miatt a MÁV másodrendű vonalai számára túl magasnak bizonyult, ezért utólag egy vezető futókerékpárt építettek be a mozdonykeretbe 1570 mm-rel a hajtott kerékpár elé.

## Szerkezete
A MÁV Komarek-rendszerű gőzmotorkocsija 5000 mm tengelytávolságú jármű volt, amely a vezetőállásban elhelyezett Komarek-féle túlhevítős gőzfejlesztő kazánnal és a vezetőállás alatti kerékpárt meghajtó hagyományos mozdonygépezettel volt ellátva. A kazánt az alváz hossztartói közé, a két gőzhengert a rudazathajtással és a vezérművel az első kerékpár mögött elhelyezett, a kocsi alvázával egybeépített, mozdonyfőkerethez hasonló lemezkeretbe építették.

### Kazán
A Komarek-rendszerű gőzfejlesztő 25 bar nyomásra méretezett álló elrendezésű kazán volt, melynek belsejében több koncentrikus csőkígyót helyeztek el. Ezek közül a legkülső képezte a tűztér köpenyét. Magassági irányban mindegyik csőkígyó több részből állt, az egyes szakaszok egymással párhuzamosan kötve az álló elrendezésű kombinált víz és gőzgyűjtő edénybe csatlakoztak, ezáltal a víz és az égéstermékek bizonyos ellenáramlását valósították meg. A vízcsövek ilyen jellegű elrendezése azért is előnyös volt, mert szivárgás esetén a csövek egy részét ki lehetett iktatni és a kazánt csökkentett teljesítménnyel tovább lehetett üzemeltetni.
A tápvíz beadagolása a vízgyűjtő alsó részén történt, ahol a vízben lévő szennyeződések lerakódhattak. Így nem kezelt víz használata esetén is csökkent a kazánkő-lerakódás veszélye. A gőz túlhevítésére a kazán felső részében elhelyezett csőkígyók szolgáltak, amelyeken át a fejlesztett gőz a gőzgyűjtő edényből a tárolótérbe áramlott.